# Kielstau
Die Kielstau oder Kielsau (dänisch: Kilså; bedeutet „Quellau“, Kilde = altdän. Quelle) ist ein kleiner Fluss in den Gemeinden Sörup, Ausacker, Freienwill und Großsolt im Kreis Schleswig-Flensburg in der Mitte der Halbinsel Angeln in Schleswig-Holstein. Die Kielstau entspringt am Ende eines Rohrsystems am Ende der Sackgasse Tannenlück des Ortsteils Schwensby in der Gemeinde Sörup (Lage). Sie mündet nach 17,2 km nördlich von Großsolt in die Bondenau (Lage). Sie ist damit das zweitlängste Fließgewässer in Angeln nach der Bondenau. Auf ihrem Weg von Ost nach West durchfließt sie den Winderatter See.
Im Digitalem Gewässerkundlichem Flächenverzeichnis (DGFV) des Landesamtes für Landwirtschaft, Umwelt und ländliche Räume des Landes Schleswig-Holstein (LLUR) hat die Kielstau die Gewässernummer 81 im Bearbeitungsgebiet Treene mit der Nummer 6. Sie durchläuft 18 Einzugsgebiete. Alle Einzugsgebiete zusammen genommen ergeben für die Kielstau eine Größe von 48 km²

## Verlauf
Das Quellgebiet der Kielstau liegt an der Wasserscheide von Nord- und Ostsee. Sie fließt zunächst 664 m weit in einer Rohrleitung mit ⌀ 0,30 m. In einem Grünlandgebiet kommt sie an die Oberfläche und fließt in einem ausgebauten Bett 837 m weit Richtung Westen, um dann wiederum in einer Rohrleitung bis zum Hardesbyhof in einem Drainagesystem einer großen Ackerfläche zu fließen. Unmittelbar hinter dem Hardesbyhof beginnt ein großes Sumpfgebiet, das sich bis zum Winderatter See hinzieht. Dort fließt die Kielstau wieder in einem ausgebauten Bett Richtung Westen, unterquert in einem Rohr mit ⌀ 1 m die Eisenbahnlinie Flensburg – Kiel und mündet kurz dahinter in den Winderatter See. Nach der Unterquerung des Bahndamms beginnt das FFH-Gebiet Treene Winderatter See bis Friedrichstadt und Bollingstedter Au und das Landschaftsschutzgebiet Winderatter See. Nach dem Verlassen des Winderatter Sees fließt die Kielstau bis kurz vor Ausacker durch ein Sumpfgebiet. Dieses war bis zum Jahre 1845 größtenteils noch von Wasser bedeckt. Der See wurde bis dahin am östlichen Ortsrand von Ausacker für den Betrieb einer Wassermühle bis zu 2 m höher aufgestaut. Die Königssteine mit den Initialen des dänischen Königs Christian VIII. im Umfeld des Sees zeigen die Höhe des Seeufers bis 1845. Das Siedlungsgebiet der Gemeinde Ausacker wird anschließend von der Kielstau durchflossen.

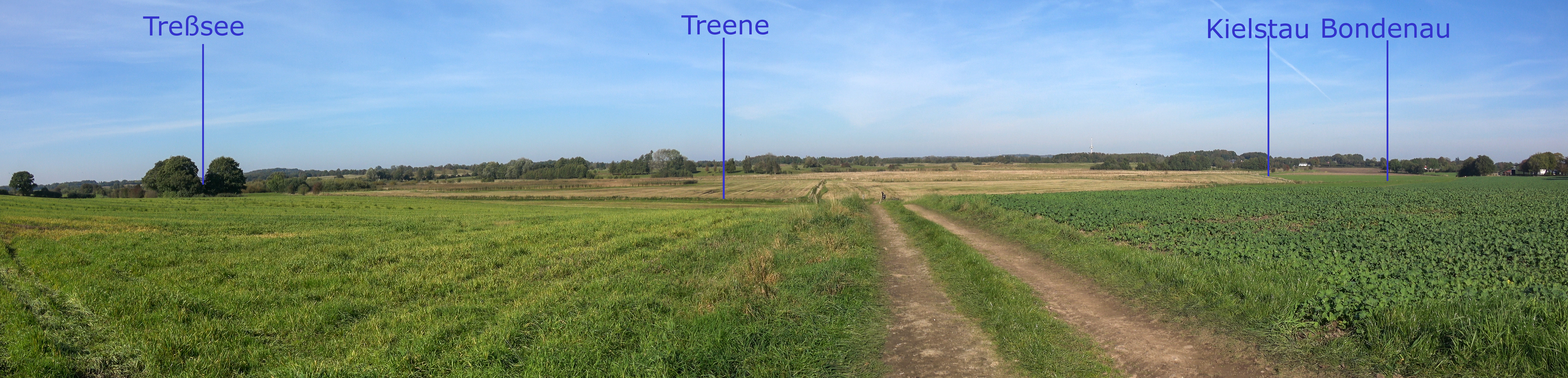
Mündungsgebiet der Kielstau

Nach der Durchführung der Kielstau unter die Kreisstraße K 90 bildet sie bis kurz vor Kleinsolt zunächst die Gemeindegrenze zwischen Ausacker und Hürup und später zwischen Freienwill und Hürup. Sie fließt durch den Ort Kleinsolt und quert in Schmiedekrug die Eckernförder Landstraße L 23. Ab hier verbleibt sie im Naturschutzgebiet Obere Treenelandschaft. Nach einem Schwenk nach Süden verläuft die Kielstau parallel zur L 23 als Grenze zwischen Freienwill und Großsolt. Nach den letzten 190 Metern mündet die Kielstau in Großsolt in die Bondenau.
Noch in den Messtischblättern des Jahres 1953 fließen die Kielstau und die Bondenau getrennt in den Treßsee. Deshalb war es damals noch strittig, welcher Fluss der Quellfluss der Treene sei. Mit der Errichtung der Pegel an Kielstau und Bondenau ist diese Frage geklärt. Die Bondenau ist länger, hat das größere Einzugsgebiet und hat mit einem langjährigen mittleren Abfluss von 0,82 m³/s am Pegel Mühlenbrück gegenüber 0,45 m³/s der Kielstau am Pegel Soltfeld einen höheren Abfluss.
| Gewässer-Nr. | Gewässername | Anlagenart                                            | Lage Länge / Breite         | Lauflänge [km] | Bemerkung                        |
| ------------ | ------------ | ----------------------------------------------------- | --------------------------- | -------------- | -------------------------------- |
| 81           | Kielstau     | Kontrollschacht                                       | 54° 44′ 57″ N, 9° 39′ 2″ O  | 0              | Beginn des Wasserkörpers         |
| 81           | Kielstau     | Rohrleitung ⌀ 0,30 m                                  | 54° 44′ 47″ N, 9° 39′ 31″ O | 0,66391        | Ende der Rohrleitung ⌀ 0,30 m    |
| 81           | Kielstau     | Rohrleitung ⌀ 0,5 m                                   | 54° 44′ 46″ N, 9° 39′ 31″ O | 0,680          | Ende der Rohrleitung ⌀ 0,50 m    |
| 81           | Kielstau     | Graben, 1,5 bis 2,5 m tief, mittlere Sohlbreite 0,8 m | 54° 44′ 32″ N, 9° 39′ 6″ O  | 1,517          | Ende des offenen Wasserlaufes    |
| 48           | Kielstau     | Rohrleitung ⌀ 0,7 m                                   | 54° 44′ 38″ N, 9° 38′ 24″ O | 2,470          | Ende der Rohrleitung ⌀ 0,70 m    |
| 48           | Kielstau     | Graben, 2 m tief, mittlere Sohlbreite 1,5 m           | 54° 44′ 33″ N, 9° 37′ 19″ O | 3,74           | Mündung in den Winderatter See   |
| 48           | Kielstau     | Durchlauf des Winderatter Sees                        | 54° 44′ 25″ N, 9° 36′ 18″ O | 4,96           | Ausfluss aus dem Winderatter See |
| 48           | Kielstau     | Graben, 2 m tief, mittlere Sohlbreite 2,5 m           | 54° 42′ 5″ N, 9° 29′ 40″ O  | 17,19          | Mündung in die Bondenau          |

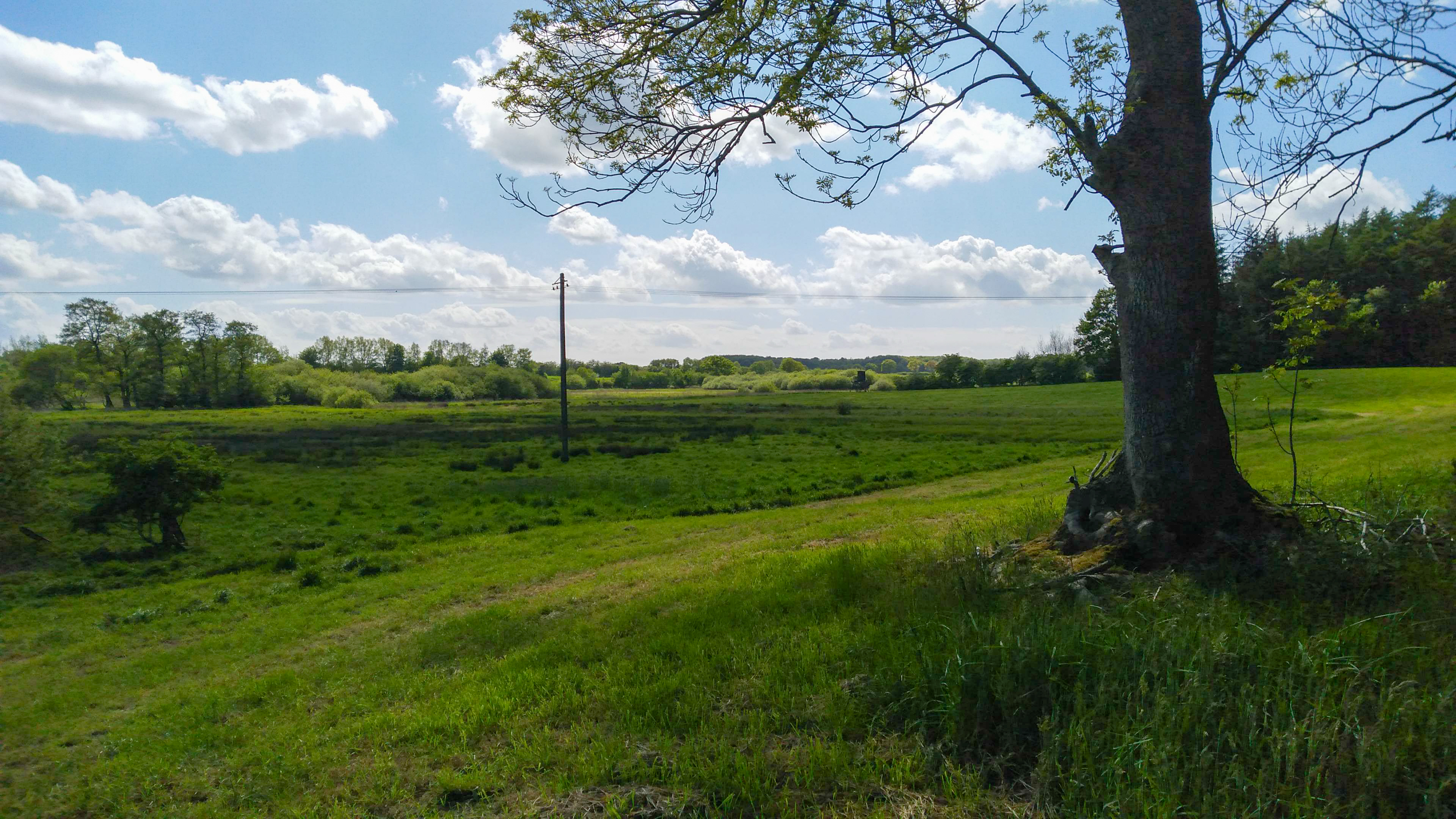
Kielstau im Feuchtgebiet östlich des Winderatter Sees
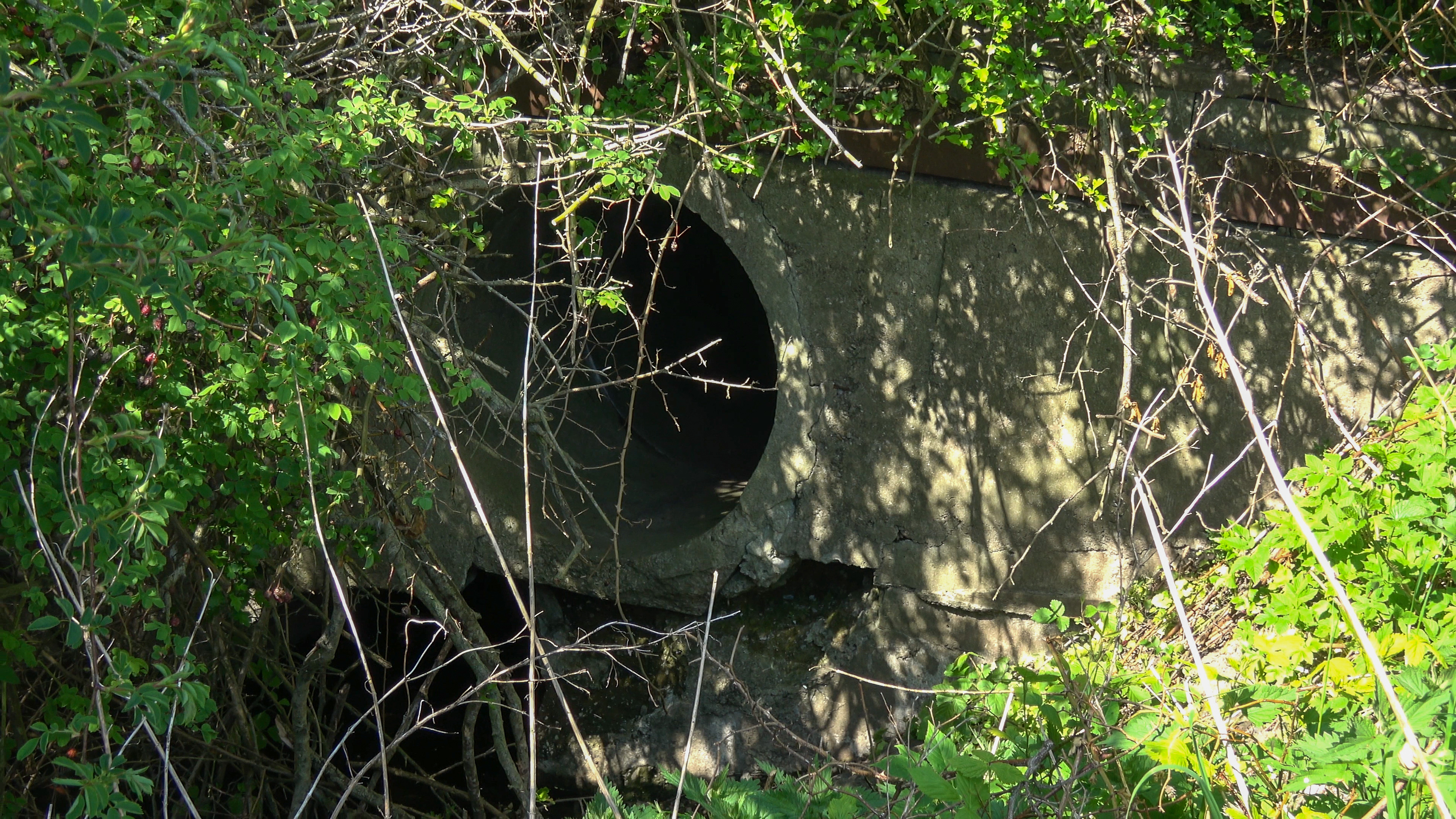
Kielstau unterquert die Eisenbahnlinie Flensburg – Kiel
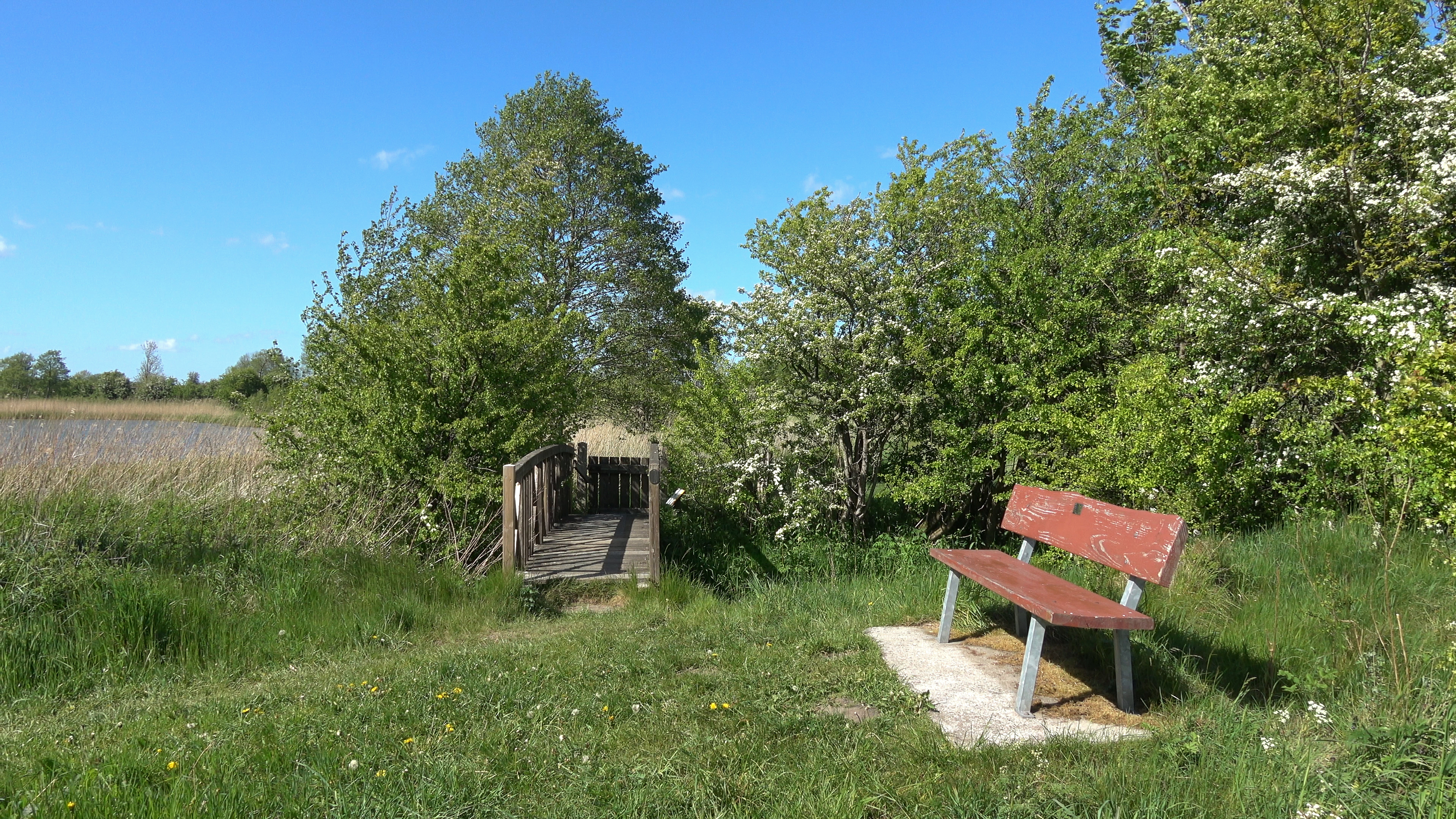
Brücke über die Kielstau vor der Mündung in den Winderatter See
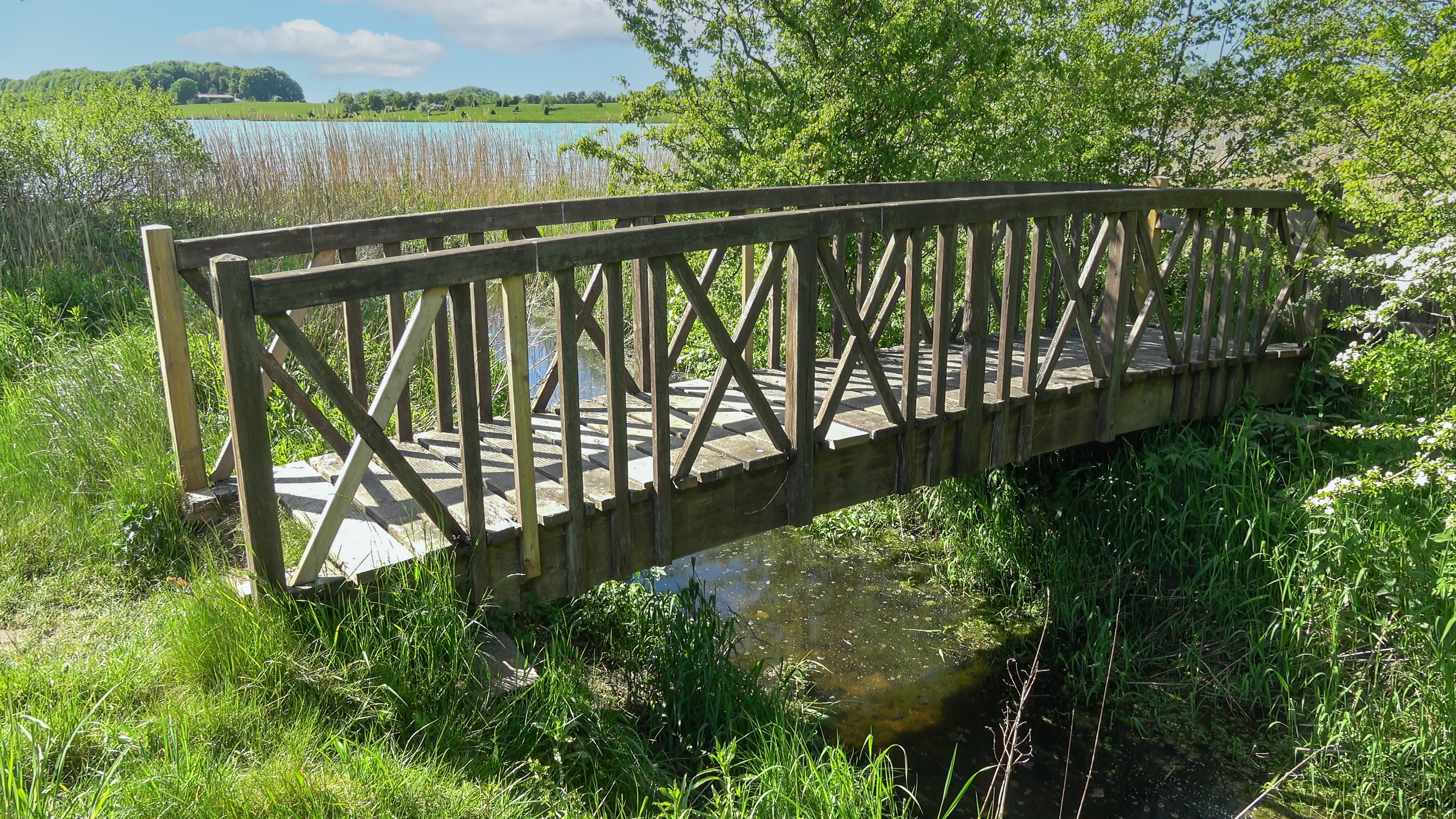
Brücke über die Kielstau vor der Mündung in den Winderatter See
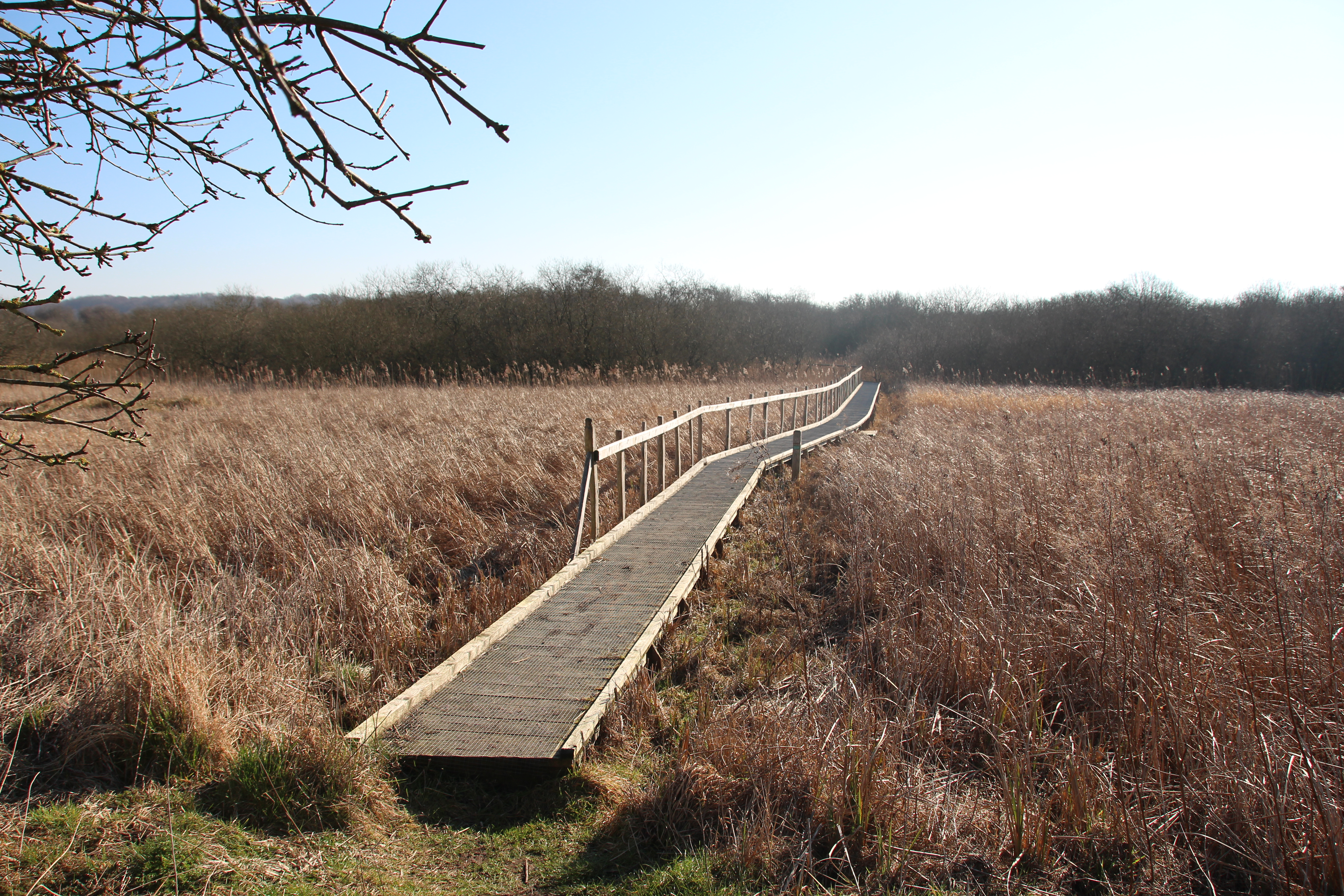
Bohlenweg über die Kielstau nach dem Verlassen des Winderatter Sees
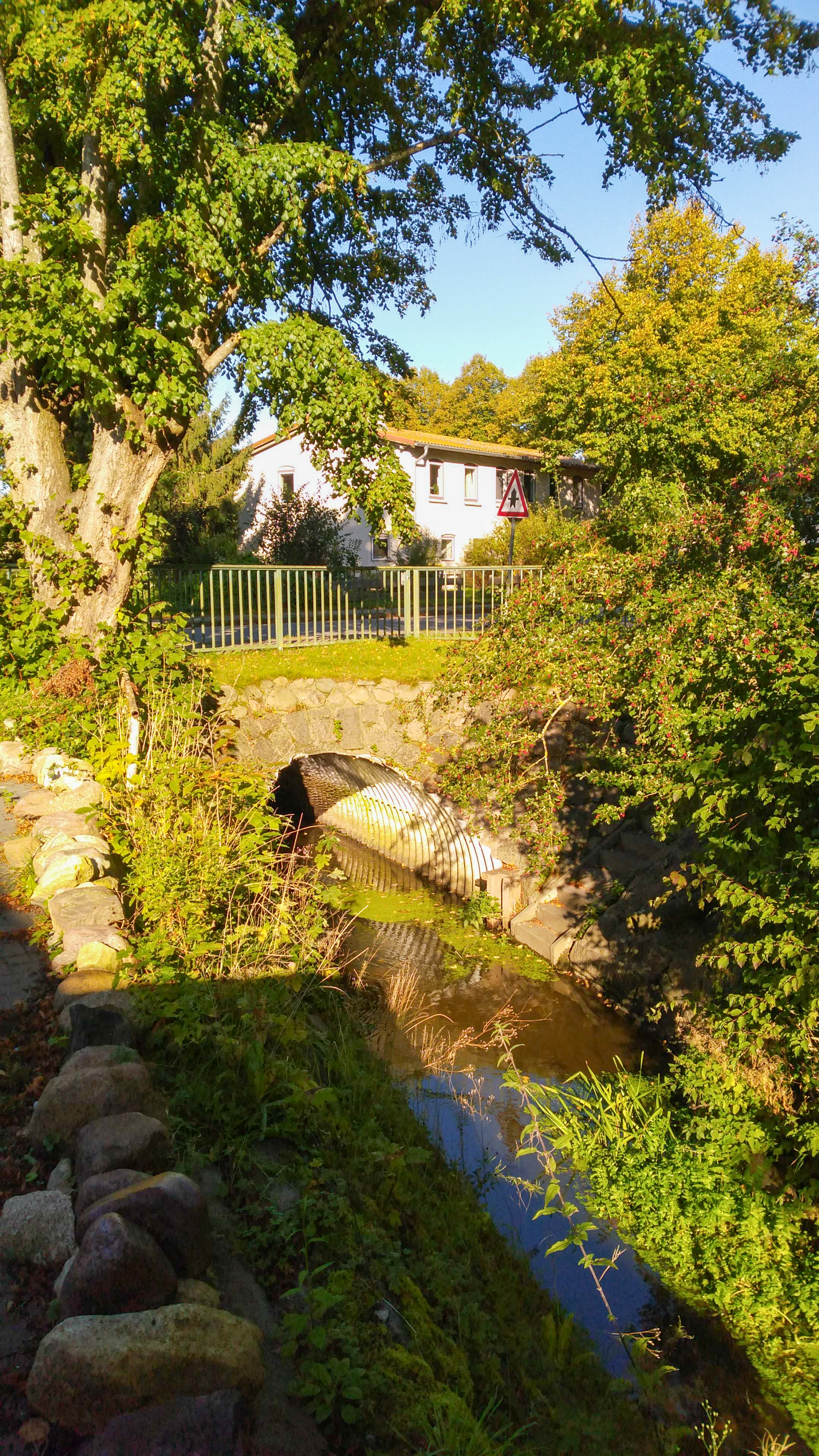
Kielstau in Ausacker Ortsmitte
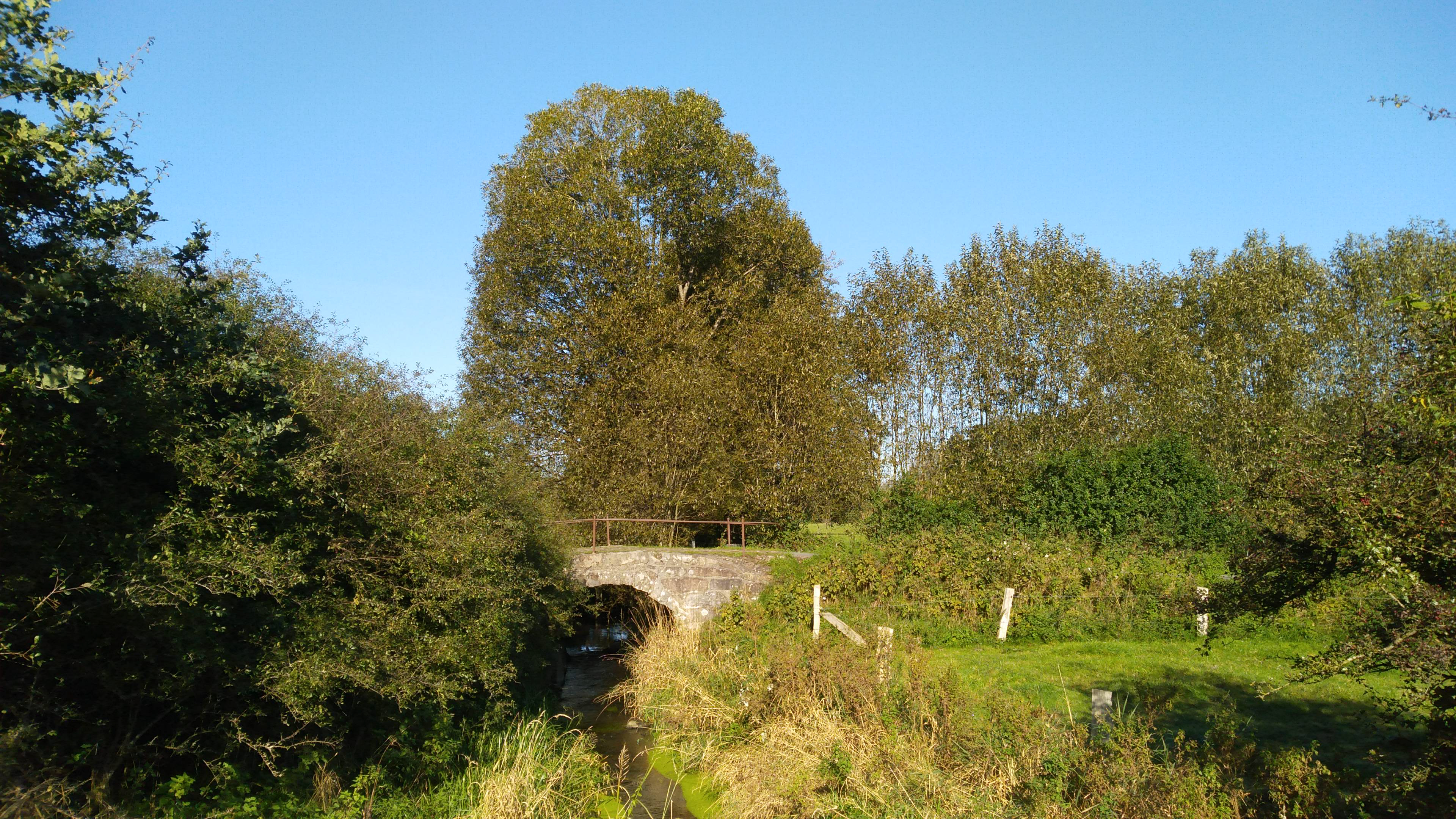
Kielstau am Pegel Soltfeld

## Name
Der Gewässername ist erstmals 1648 als Kielst aw und Norderaw dokumentiert. Der Name steht vermutlich im Zusammenhang mit dem Ortsnamen Kielsgaard, obgleich dieser nicht unmittelbar an der Kielsau, sondern am Zulauf des Hüruper Bachs liegt. Das nicht korrekte -t erscheint bereits in der ersten überlieferten Form und wurde später in die amtliche Schreibweise übernommen. Andere verwendete Bezeichnungen waren Norderau im Gegensatz zu südlich fließenden Bondenau, aber auch Aussacker Au und Mühlenstrom.

## Hydrologie

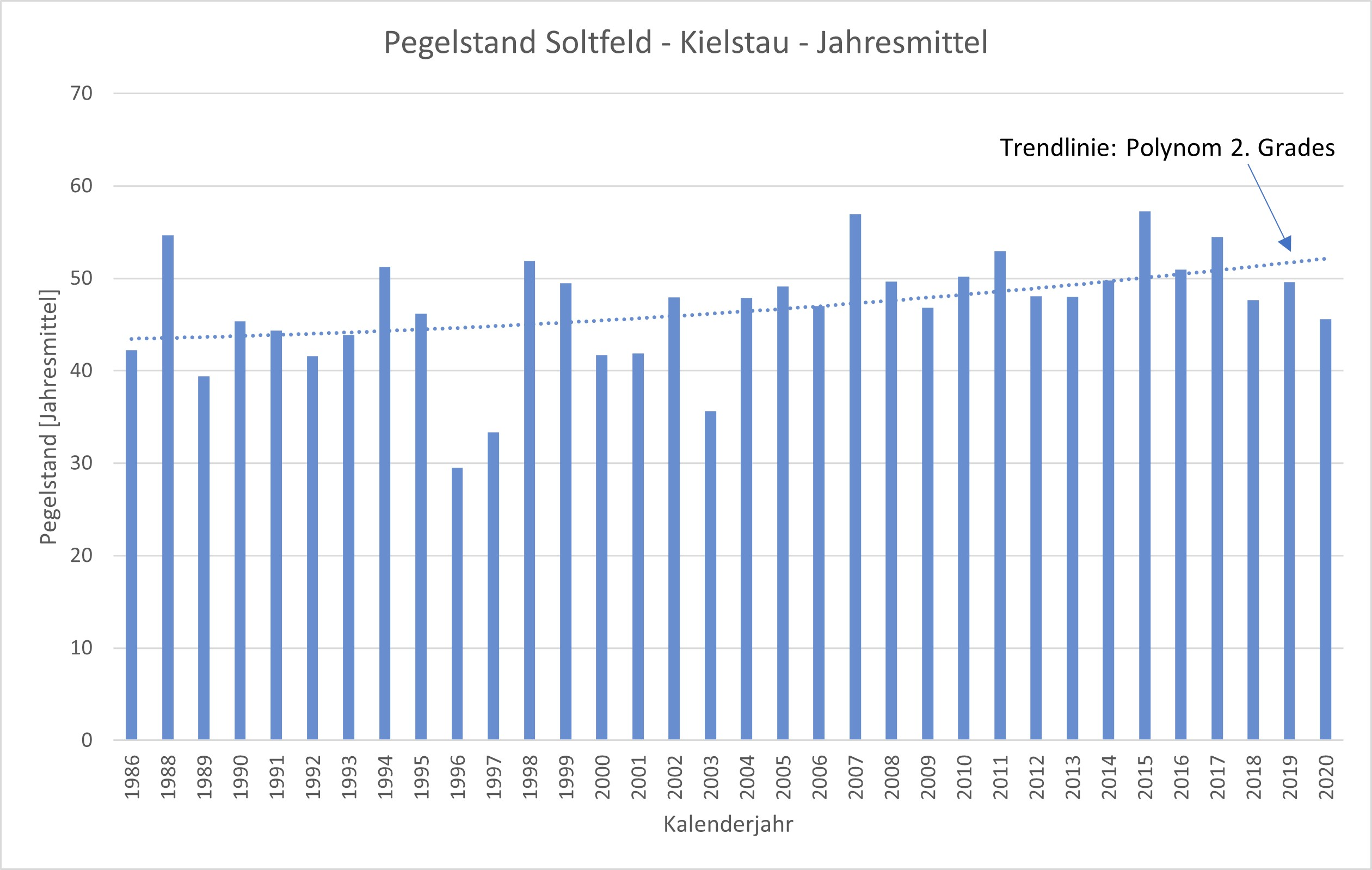
Diagramm 1: Pegelstand der Kielstau beim Pegel Soltfeld

Der Wasserstand der Kielstau wird am Pegel Soltfeld (Lage) vom Landesamt für Landwirtschaft, Umwelt und ländliche Räume (LLUR) in einer öffentlich zugänglichen CSV-Datei laufend aktualisiert. Das Jahresmittel des Pegelstandes hat sich im Trend seit der ersten Erfassung im Jahre 1986 um ca. 18 % erhöht, siehe Diagramm 1.

## Gewässerökologie und -chemie
Die Kielstau ist im Wasserkörpersteckbrief der Bundesanstalt für Gewässerkunde (BfG) der nördliche Teil der Kielstau/Bondenau mit der Kennung DE_RW_DESH_tr_06, der vom Wasser- und Bodenverband Obere Treene verwaltet wird. Der Wasserkörpersteckbrief der Bundesanstalt für Gewässerkunde (BfG) weist den Wasserkörper Kielstau als „erheblich verändert“ aus. Sein ökologisches Potenzial wird als „mäßig / schlechter als gut“ und sein chemischer Zustand wegen erhöhter Quecksilber- und Nitratgehalte als „nicht gut“ bewertet. Bis zum Jahre 2027 soll der ökologische und chemische Zustand des Gewässers den Wert „gut“ erreichen. Dies soll mit Maßnahmen zur Herstellung der Durchgängigkeit für Fische, der Renaturierung des Wasserlaufes, der Auenumgebung und der Anpflanzung von Ufergehölzen erreicht werden.

Die Abteilung Hydrologie und Wasserwirtschaft der Christian-Albrechts-Universität zu Kiel hat am Auslaufgebiet der Kielstau aus dem Winderatter See eine automatische Messstation zur Erforschung der Zusammenhänge zwischen Klimaveränderungen und Hydrologie von Flussniederungen eingerichtet. Das Kielstau-Einzugsgebiet wurde 2010 zum UNESCO-Hydrologie Referenzprogramm erklärt, siehe Bilder.

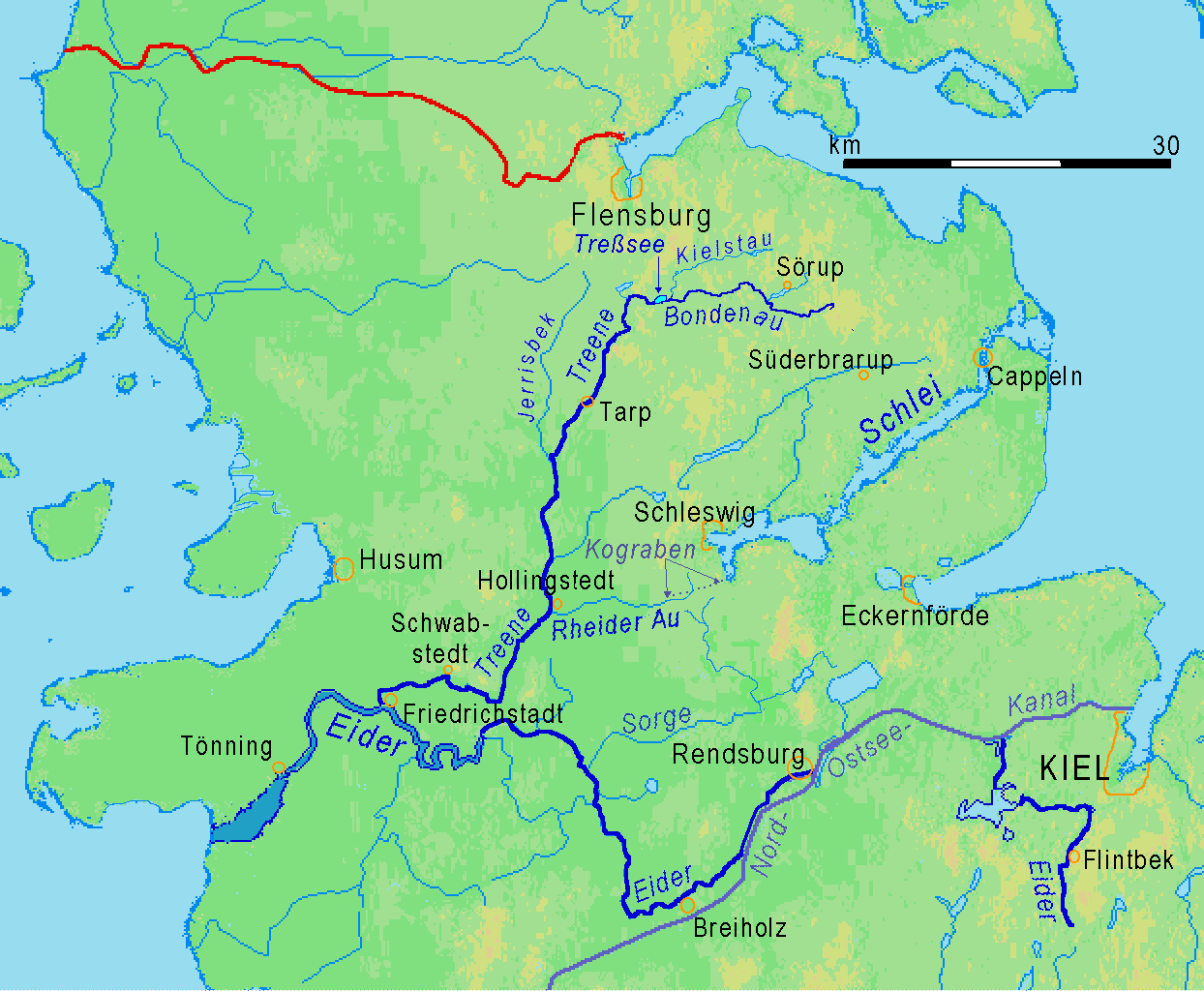
Flussgebiet Eider-Treene
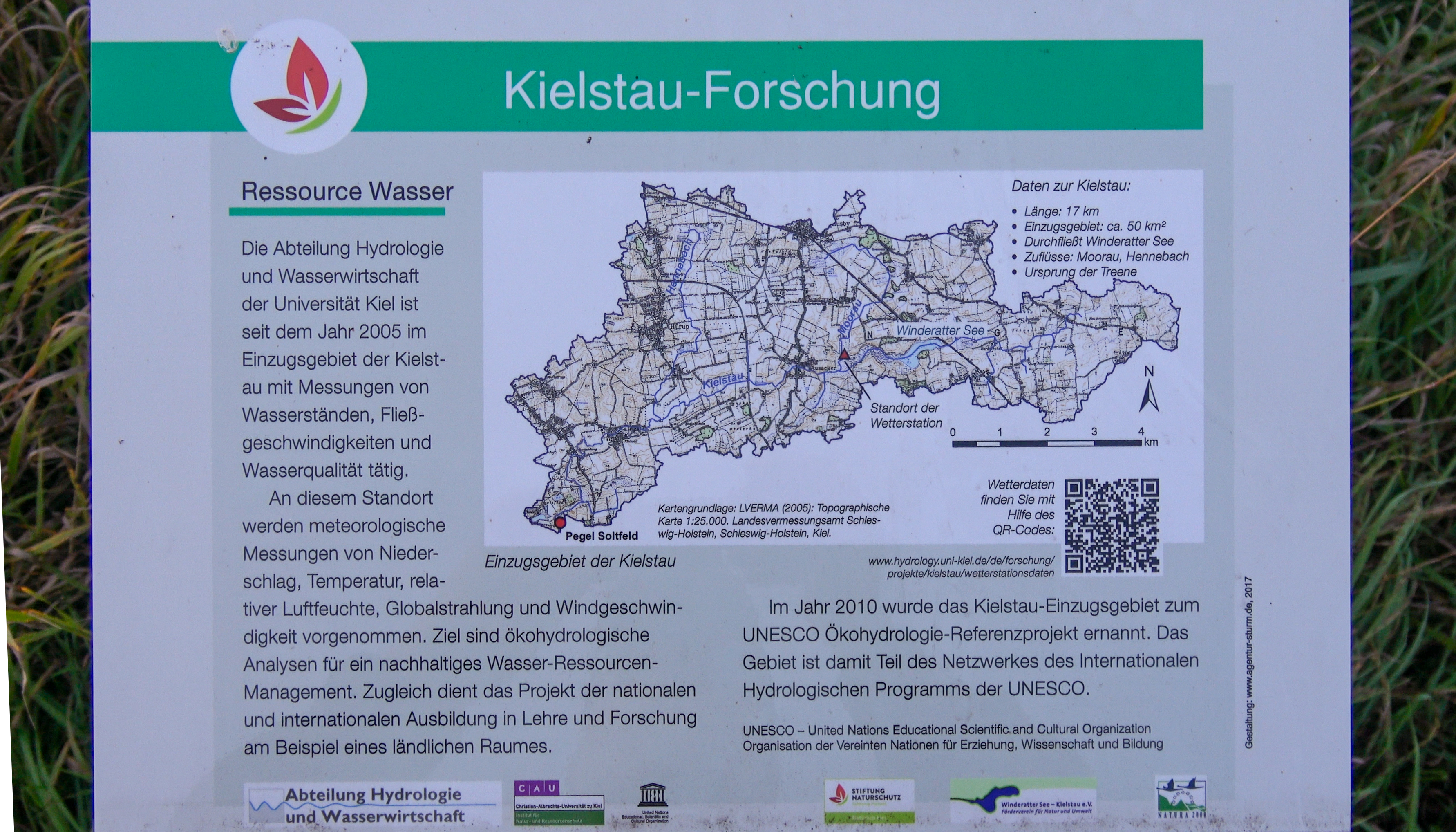
Kielstau: Ein Forschungsobjekt der CAU
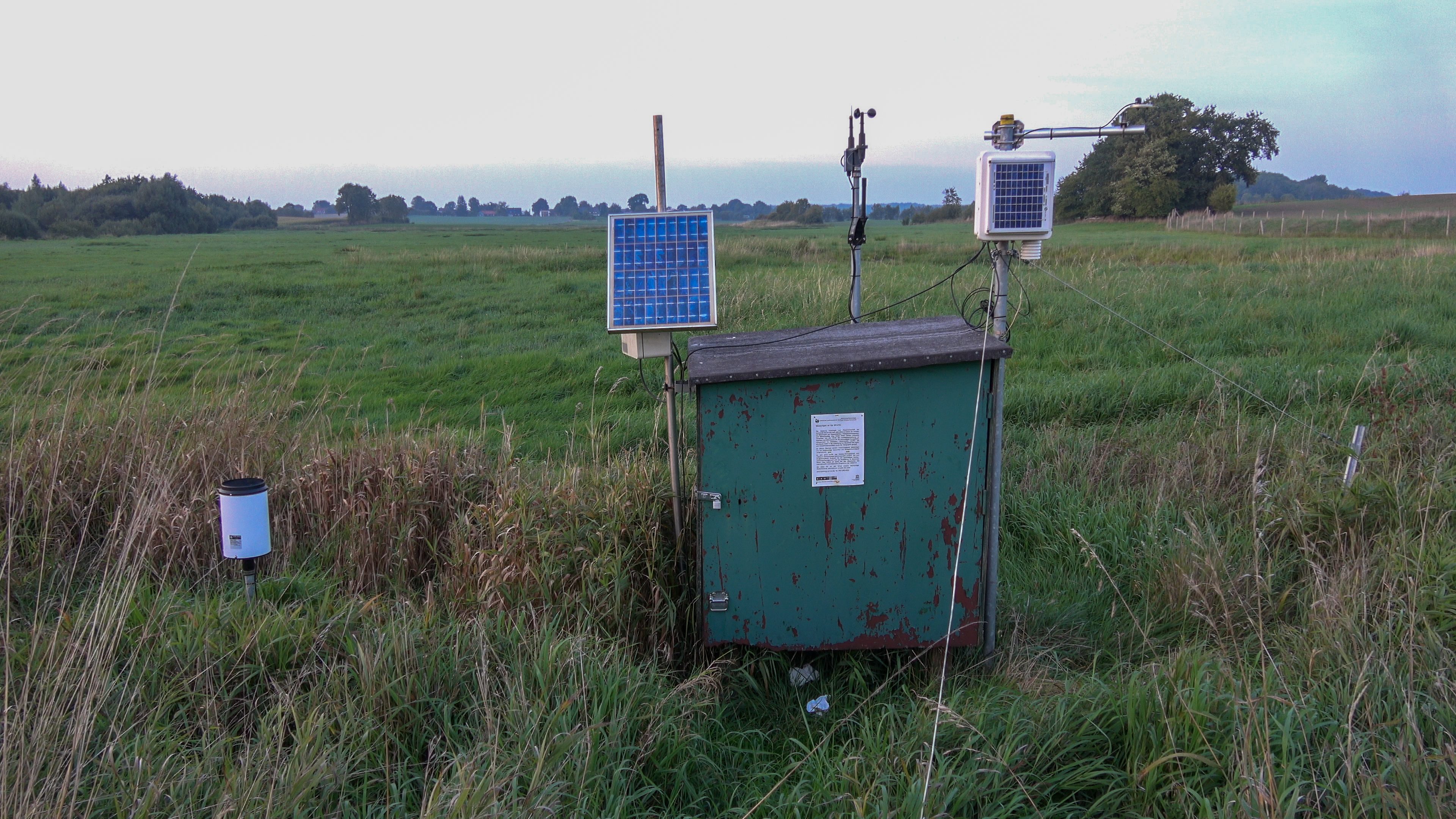
Hydrologische Messstation der CAU
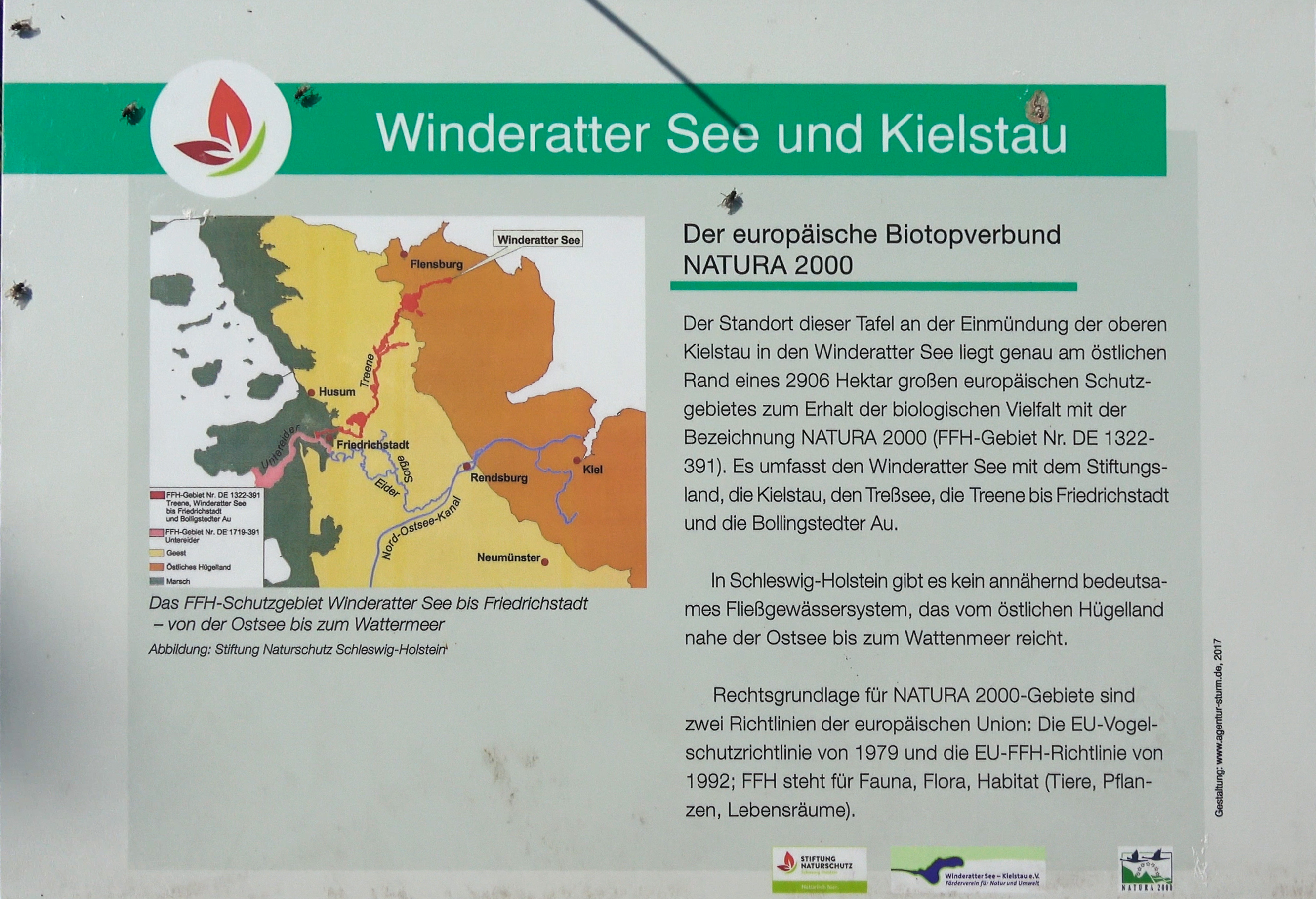
FFH-Gebiet Treene Winderatter See bis Friedrichstadt und Bollingstedter Au
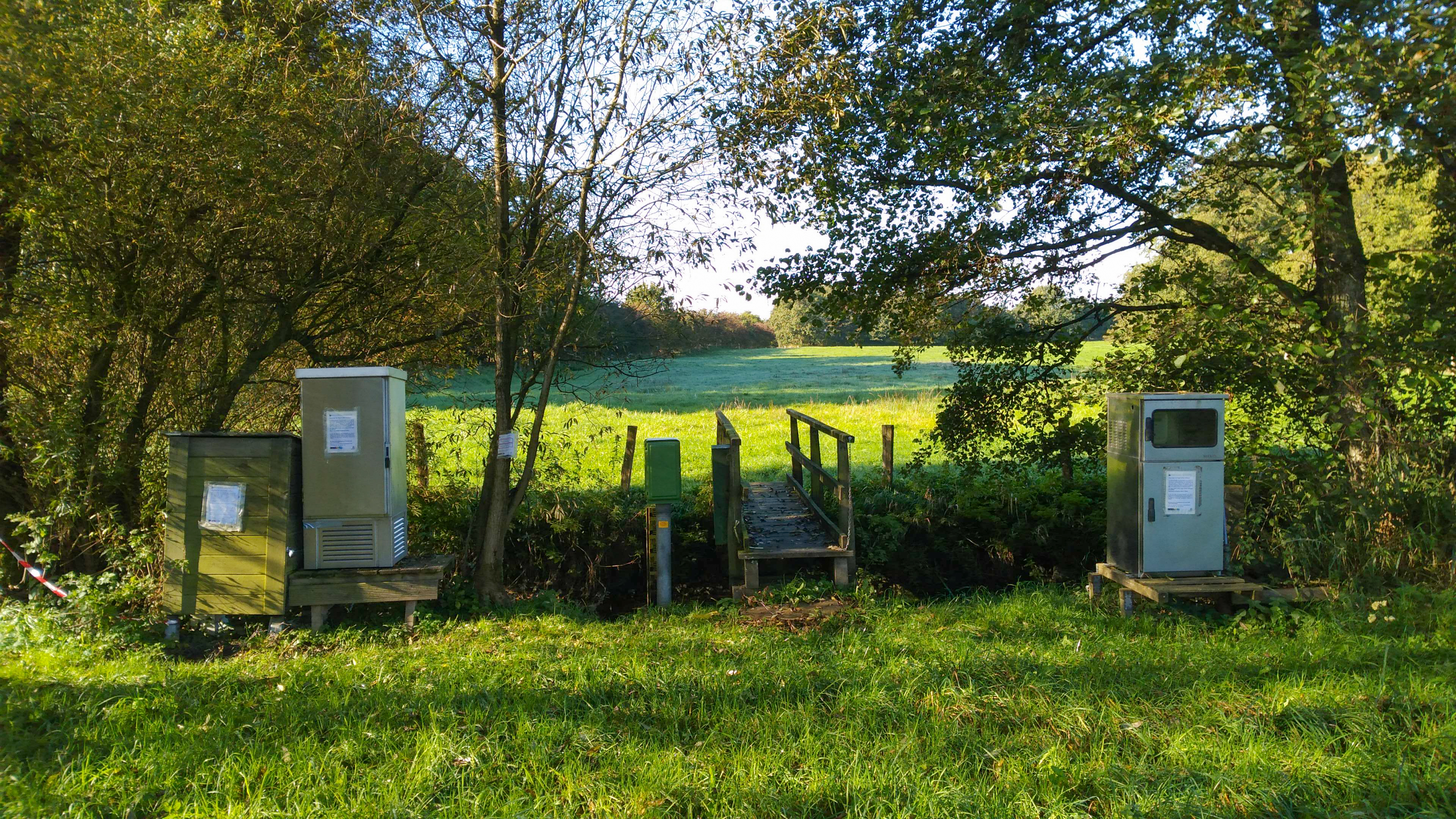
Messstationen der CAU am Kielstaupegel Soltbrück

Die Christian-Albrechts-Universität zu Kiel hat im Jahre 2020 ein Projekt zur rechnergestützten Modellierung der Auswirkungen unterschiedlicher Maßnahmen auf die Reduzierung des Phosphorgehaltes des Fließgewässers Kielstau begonnen. Dieses Projekt soll dazu dienen, die Einhaltung der EU-Wasserrahmenrichtlinie für alle Gewässer bis zum Jahre 2027 zu erreichen. Die Umsetzung dieser Richtlinie sollte europaweit bereits im Jahre 2015 erfolgt sein, wurde aber von der EU in Ausnahmefällen ins Jahr 2027 verlängert.